# Dichaetomyia simulans
Dichaetomyia simulans är en tvåvingeart som först beskrevs av Stein 1910.  Dichaetomyia simulans ingår i släktet Dichaetomyia och familjen husflugor. Inga underarter finns listade i Catalogue of Life.